# Presidente de la Comisión Europea
El presidente de la Comisión Europea (también conocido como presidente del Colegio de Comisarios o primer comisario) es el jefe de Gobierno de la institución que ostenta el poder ejecutivo de la Unión Europea, la Comisión. El presidente dirige, lidera y coordina la acción política del Colegio de Comisarios y propone al presidente del Consejo Europeo el nombramiento de sus miembros; en este sentido, corresponde al presidente dirigir la acción de la Comisión y coordinar las funciones de los comisarios. Representa a la Unión al más alto nivel en las relaciones exteriores (en las materias que la PESC delimite), en colaboración con su vicepresidente para Asuntos Exteriores.
Se puede hacer un paralelismo claro entre la Comisión y los gobiernos nacionales; el Colegio de Comisarios a un consejo de ministros y el "primer comisario" a un primer ministro. El presidente/"primer comisario" tiene verdaderamente la función de un jefe de Gobierno. Salvo la diferencia en que la Comisión tiene poder supranacional y no nacional, y tiene menos atribuciones de gobierno.
El presidente está asistido por los siguientes órganos: la Oficina del Presidente, el Gabinete del Presidente y la Oficina de Consejeros (asesores).
Es elegido por el Parlamento Europeo, por mayoría absoluta, para un mandato de cinco años a propuesta del Consejo Europeo en función de los resultados de las elecciones europeas.

## Historia
La historia general del cargo de presidente está marcada por una incuestionable tendencia hacia la concentración del poder que los tratados atribuyen a la Comisión Europea en la figura de su presidente, al que se dota, primero de facto y luego a través de su reflejo en los tratados, de crecientes facultades de dirección interna y coordinación política. De acuerdo con esta progresiva implantación de un método presidencialista en el funcionamiento del Colegio, el presidente de la Comisión reubica su papel político, desde el inicial de primus inter pares que se acordaba en los tratados de París y de Roma hasta el de verdadero jefe de gabinete o jefe del ejecutivo que configuran los tratados desde Maastricht en adelante, cada vez más acusadamente.

### París y Roma: primeros presidentes
Con la creación de la Alta Autoridad de la CECA (Tratado de París de 1951) y la designación de uno de sus miembros como presidente, se dio origen a un modelo que, primero calcado en las otras dos comunidades europeas (CEE y Euratom) y luego, merced al Tratado de fusión de las instituciones firmado en Bruselas en 1965, está en el origen de la actual institución que conocemos como Comisión Europea. En el seno de este órgano colegiado, nombrado de común acuerdo por los Estados miembros, se distinguía a uno de sus miembros con la condición de presidente. Pero la escasa contemplación que de esta figura hacían los tratados, sumado a la falta de voluntad política de los gobiernos nacionales de dotarlo de una autoridad clara, parecían apuntar más a un coordinador de los trabajos del Colegio que a una verdadera autoridad política. No obstante, dada la finalidad de las Comunidades Europeas, que superaba a todas luces la función de cooperación económica internacional que parecía desprenderse de su letra y situaba en una integración política progresiva de los pueblos de Europa su verdadero horizonte, desde pronto pudo apreciarse que tanto la Alta Autoridad/Comisión como su presidente estaban revestidos de una autoridad política y de vigilancia moral más rotunda de la que preveían los tratados. A esto quiso sumarse la designación para el puesto de presidente de personajes dotados de relevancia política y un fuerte compromiso europeo. Así fue como se escogió a Jean Monnet, inventor del método comunitario y posiblemente el más relevante y empeñado constructor de la Europa unida; para la presidencia de la Comisión de la más relevante de las Comunidades, la CEE, se escogió al decisivo ministro alemán de asuntos exteriores, el federalista Walter Hallstein.

### La fusión de ejecutivos
Sin embargo, las tensiones que causaba la irrupción de esta forma de gobernanza supranacional en los viejos Estados-nación europeos emergerían significativamente en 1965 con dos acontecimientos relevantes, pero de signo opuesto: la firma del Tratado de fusión de las instituciones de las tres Comunidades Europeas en un solo cuerpo, y la dimisión del presidente Hallstein, forzada por Charles de Gaulle, presidente de Francia. En efecto, pocos meses después de su dimisión, el presidente de la Comisión había sometido a la consideración del Consejo su Plan de Reforma Agraria y el Gobierno francés se había opuesto vivamente. Aquel Plan, germen de la política agrícola común, estaba destinado a convertirse en el baluarte de un poder comunitario en auge, y con él las competencias de la Comisión crecerían considerablemente. Además preveía un sistema financiero de recursos propios para la Comunidad. La oposición de De Gaulle fue tal que el Gobierno francés desertó de todas las reuniones del Consejo, imponiendo un veto indirecto al faltar la unanimidad necesaria. La resolución posterior de este enfrentamiento a través del "Compromiso de Luxemburgo" no calmó las iras del viejo general, y finalmente Hallstein dimitió.
Simultáneamente al nacimiento de esta crisis, los Seis firmaron en abril un Tratado por el que convinieron en la fusión de los tres ejecutivos comunitarios en una sola Comisión, y de las tres nonatas asambleas parlamentarias en una sola cámara, y asimismo en crear un solo Tribunal de Justicia. Estas disposiciones, que entrarían en vigor en 1967, sentaron las bases de un ejecutivo fuerte y unificado, cuya presidencia recaería en el político belga Jean Rey, mucho menos ambicioso que Hallstein, a quien sustituyó en 1967.

## Elección y nombramiento
La elección del presidente de la Comisión se diferencia netamente del proceso de designación del resto de miembros del Colegio de Comisarios. Tiene lugar antes que cualquier otro y, a resultas del mismo, su titular es el único legitimado democráticamente de manera individualizada y directa por su elección parlamentaria. El proceso se puede dividir en las siguientes fases:
- Tras la constitución de la nueva legislatura en el Parlamento, el Consejo Europeo iniciará, por medio de su presidente, una amplia ronda de consultas con las fuerzas políticas resultantes de las elecciones al mismo, internamente constituidas en grupos parlamentarios de la Cámara, y externamente sostenidas por los partidos políticos a escala europea, de acuerdo con el peso que les corresponda en la nueva configuración política. En esta tarea contará con el apoyo y la mediación del nuevo presidente del Parlamento.
- Teniendo en cuenta dichas consultas y el resultado de las elecciones, el presidente del Consejo Europeo elevará al mismo una propuesta y la someterá su consideración.
- Sobre la base de la propuesta de su presidente, el Consejo Europeo adoptará, por mayoría cualificada, una decisión por la que se proponga al Parlamento un candidato a la presidencia de la Comisión.
- El candidato propuesto por el Consejo Europeo comparecerá ante el Parlamento para exponer su programa de gobierno para un mandato quinquenal. A continuación se someterá al candidato a un debate de investidura.
- Tras la comparecencia y el debate, el Parlamento someterá a votación la candidatura propuesta por el Consejo Europeo. Si el candidato obtuviese la confianza de la Cámara (mayoría absoluta), se considerará elegido presidente de la Comisión. Si le fuere denegada, el Consejo Europeo deberá reiniciar la fase de consultas.

Tras la investidura parlamentaria, el candidato así votado obtiene la condición de presidente electo. Concluido el entero proceso de designación y asignación de carteras a los demás comisarios, la Comisión se somete colegiadamente al voto de aprobación conjunta ante el Parlamento Europeo, que lo otorgará por mayoría simple. 
A continuación, el Consejo Europeo procederá al nombramiento de la Comisión por medio de decisión adoptada por mayoría cualificada. El presidente y los demás comisarios asumen así, tras prestar solemne juramento ante los Tratados, la plena posesión de sus funciones.

## Funciones y poderes
El presidente es el dirigente máximo de la institución, ostenta la máxima representación de la misma y ocupa el primer puesto en la cadena de jerarquía, preeminencia que viene reforzada por la legitimidad democrática directa e individualizada que le aporta al cargo su elección directa por el Parlamento Europeo. El presidente de la Comisión es miembro también del Consejo Europeo. Conforme a su posición principal, es quien adopta, con el Consejo, la lista de miembros restantes de la Comisión, y quien reparte entre ellos las "carteras" departamentales. Puede asimismo exigir la dimisión forzosa de cualquiera de los miembros del Colegio. A él corresponde pues:
- la dirección política del Colegio;
- la definición de las orientaciones generales con arreglo a las cuales la Comisión desempeñará sus funciones;
- la determinación de la organización interna de la Comisión, velando por la coherencia, la eficacia y la colegialidad de su actuación;
- el nombramiento de entre sus integrantes de vicepresidentes distintos del Alto Representante;
- la máxima dirección del personal funcionario y administrativo de la institución;
- la más alta representación institucional de la Comisión, y como tal la de la Unión en su conjunto, tanto interior como exterior, para las materias no incluidas en la política exterior y de seguridad común, cuyo máximo embajador es el presidente del Consejo Europeo.

Gran parte del impulso político a la integración europea ha venido determinado por la fuerza del ejecutivo comunitario, y en particular por el peso específico y el carácter de sus presidentes, como pudo comprobarse durante las Comisiones presididas por Jacques Delors. Examinar el perfil y las iniciativas de las personas que han ocupado y ocupan este cargo es una indicación del estado de ímpetu en el que se encuentra esta.
Aunque el presidente de la Comisión a veces ha sido descrito como el presidente de la Unión Europea, sería mucho más aproximado relacionarlo con la posición de un primer ministro, dado el estilo del gabinete de gobierno por el que se conduce el Colegio de Comisarios. En virtud del Tratado de Lisboa, el presidente será elegido por el Parlamento Europeo sobre propuesta del Consejo, que posteriormente lo nombrará. Con esto se busca dar lugar a un mayor vínculo con el resultado de las elecciones. En este sentido, se ha propuesto que los partidos políticos designen antes de las elecciones un candidato cada uno; el ganador sería nombrado presidente por el Consejo Europeo.
La persona que ocupa el puesto tiene la responsabilidad de distribuir las áreas de responsabilidad política entre los Comisarios y puede incluso, si cuenta con la aprobación de la Comisión, exigir también la dimisión de un Comisario.

## Órganos de apoyo

### Oficina del presidente

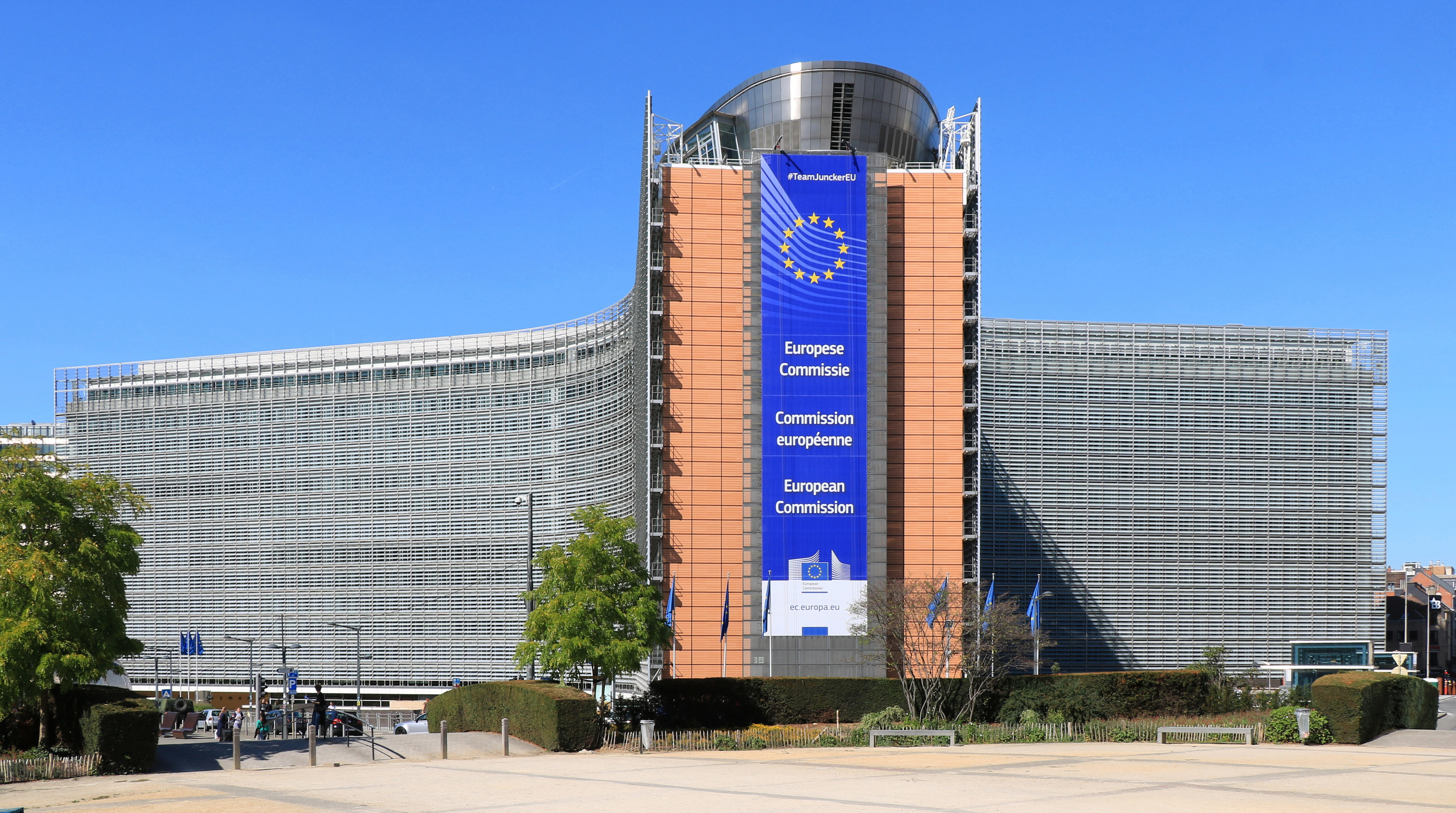
Edificio Berlaymont (Bruselas), sede de la Comisión Europea.

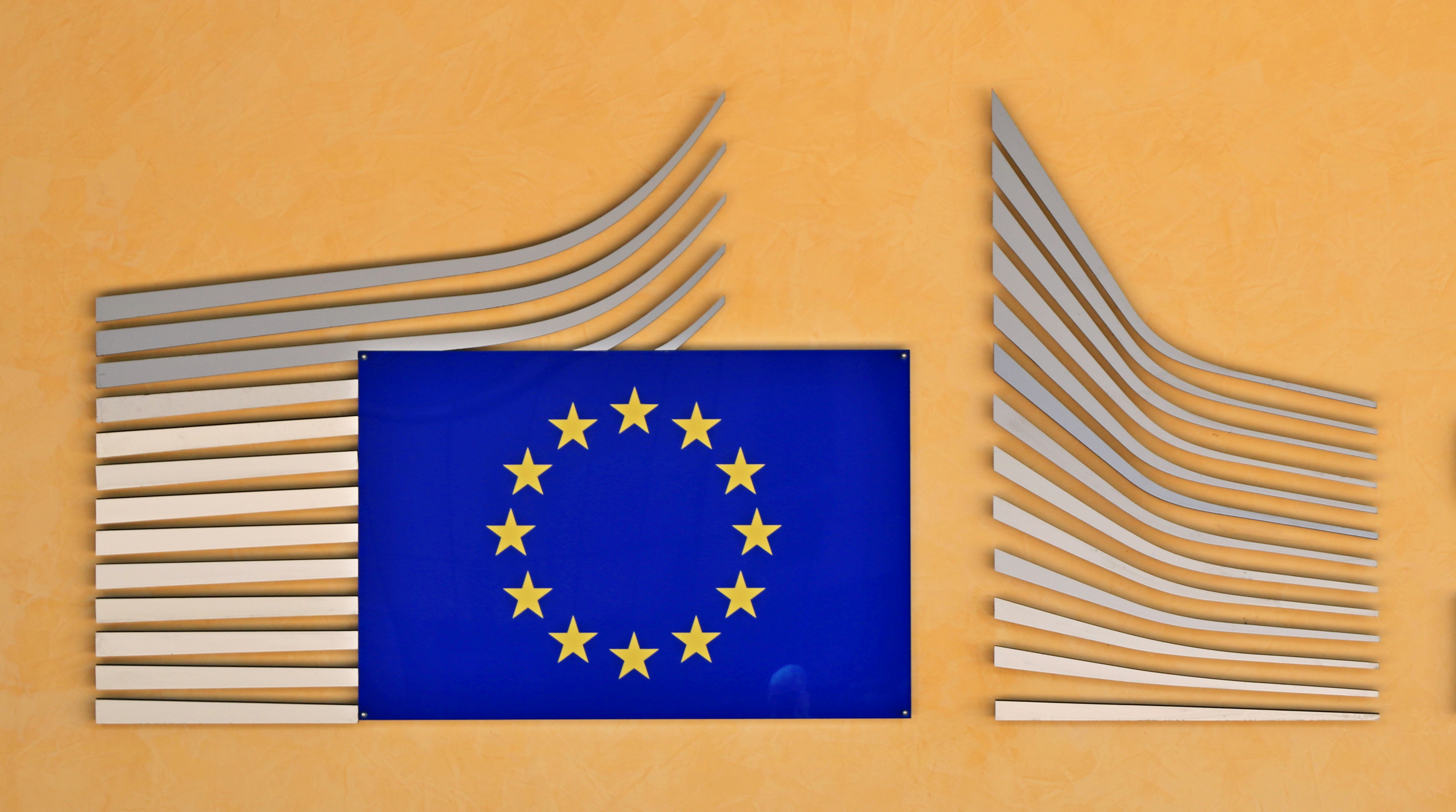
Logotipo de la Comisión Europea en la entrada del Berlaymont (evocación estilizada del edificio).

El presidente de la Comisión Europea está asistido en sus funciones por los servicios que se enumeran a continuación. Todos juntos conforman un departamento muy peculiar, el de la presidencia, que asiste no solo al propio presidente; algunos de sus componentes cooperan o coordinan a todo el Colegio de Comisarios. Este departamento es conocido por el nombre de Oficina del Presidente de la Comisión. 
Además de por su Oficina, el presidente es asistido en sus funciones por los vicepresidentes de la Comisión, especialmente por su primer vicepresidente.

#### Gabinete del presidente
El Gabinete del Presidente de la Comisión es el órgano administrativo y político de asistencia y asesoramiento personal del jefe del ejecutivo. Está encabezado por un Jefe de Gabinete, que puede estar auxiliado por uno o más Adjuntos. Todos los miembros del Gabinete son designados por el presidente de la Comisión. El Gabinete tiene encomendadas las funciones de coordinación política e impulso ejecutivo de toda la Oficina, y puede integrar, además del Jefe de Gabinete, sus Adjuntos y los demás miembros, a Consejeros especiales. Es la unidad orgánica más próxima al presidente.
Normalmente el Gabinete del Presidente está compuesto por los siguientes miembros (aunque varía en función de la Comisión que haya en el momento):
- un Jefe de Gabinete;
- un Jefe de Gabinete Adjunto;
- un Asesor Diplomático;
- una Directora de Coordinación y Administración;
- un Asesor Financiero
- y más miembros, con rango de Consejeros, de asistentes del Jefe de Gabinete, de asistentes del Presidente, de asistente del Jefe de Gabinete Adjunto, de asistente de la Directora de Coordinación y Administración, y de asistentes de la Oficina de Consejeros.

#### Oficina de Consejeros
La Oficina de Consejeros de Política Europea (BEPA, por sus siglas en inglés: Bureau of European Policy Advisers) es el más alto órgano consultivo que asiste a la Comisión Europea, y en particular a su presidente, del que depende. Su función es la de proporcionar al Presidente y, en su caso, al Colegio, un análisis a fondo de la información disponible y de la situación general de las políticas de la Unión, con el fin de fundamentar las líneas de actuación estratégica que, en el medio y largo plazo, debe seguir la Comisión para el más eficaz y acertado ejercicio de sus funciones. BEPA es un servicio de naturaleza eminentemente política, sin función administrativa o ejecutiva alguna, con una finalidad consultiva o de estudio, pero cuya importancia política real y relevancia en la formación de ideas y proyectos puede ser muy destacada.
Es el presidente quien designa a los miembros que considere más aptos para el puesto de consejeros de Política Europea, si bien suele ocurrir que cada presidente añade uno o varios expertos a los existentes, relevando a algunos de los anteriores, pero habiéndose mantenido hasta la fecha una cierta tradición de continuidad en su composición general que favorezca el buen funcionamiento de sus trabajos como un laboratorio de ideas y de pensamiento muy cualificado. 
Debido a su variada y polifacética composición, que cuenta con Consejeros procedentes de distintos ámbitos y expertos en materias muy diversas, BEPA suele desempeñar también funciones de enlace con la sociedad civil, especialmente en las universidades y demás instituciones académicas, las confesiones religiosas, los partidos políticos nacionales y europeos, el sector científico, el mundo de las finanzas y de la economía, etc.
Los trabajos de este órgano suelen repartirse por encargo del presidente de la Comisión, y son coordinados por un Director de la Oficina de Consejeros de Política Europea, nombrado asimismo por el presidente. Los encargos, y en todo caso el reparto ordinario o interno de sus funciones suele asignarlos su director a grupos de trabajo, integrados por dos o más Consejeros expertos en la materia, encargados de la llevanza y del seguimiento de determinados asuntos y sus expedientes, y de las relaciones correspondientes. Así suelen establecerse un grupo de asuntos económicos, otro para la política exterior, etc.
Además, y adscrito al propio Gabinete, existe también una Secretaría personal integrada por 14 asistentes y secretarios personales que apoyan las labores del propio presidente y de los miembros de su Gabinete.

### La Secretaría General
La Secretaría General de la Comisión es el órgano interno que coordina la actividad administrativa y operativa de todas las direcciones generales y servicios del ejecutivo comunitario. Su estructura interna comprende:
- los servicios de protocolo;
- un Servicio de Mediación con competencias internas e interinstitucionales;
- la Dirección R, de recursos internos y asuntos generales;
- la Dirección A, de registros y del proceso Decisorio;
- la Dirección B, de regulación y políticas administrativas;
- la Dirección C, de evaluación y análisis de impacto de la legislación;
- la Dirección D, de coordinación legislativa;
- la Dirección E, de asuntos institucionales;
- la Dirección F, de relaciones con el Consejo Europeo, el Consejo y los Estados de la Unión;
- la Dirección G, de relaciones con el Parlamento, el Defensor del Pueblo Europeo, el CES y el CdR.

Al frente de la Secretaría General de la Comisión se encuentran un Secretario General y dos Adjuntos o Vicesecretarios. Actualmente el puesto de Secretaria General corresponde a Ilze Juhansone.

### El Servicio de Portavoces

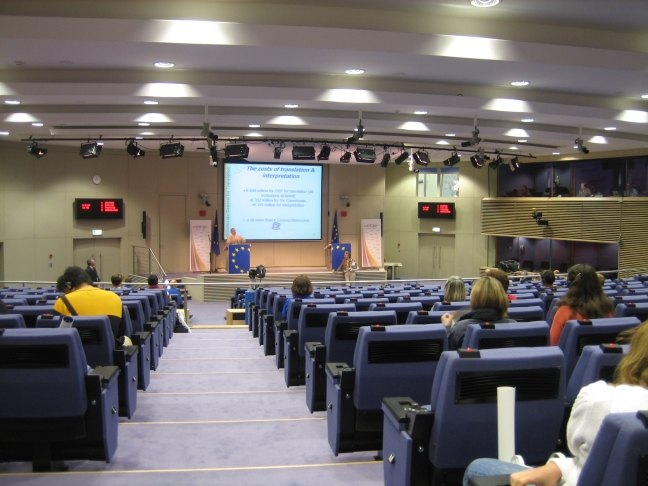
Sala de prensa del Berlaymont.

El Servicio de Portavoces es el servicio interno de la Comisión que coordina la actuación de todos los portavoces de cada uno de los comisarios europeos. Es también responsable de exponer, de acuerdo con las directrices del presidente y del comisario competente en la política de comunicación, las cuestiones de política general y las decisiones o posiciones políticas concretas del Colegio de Comisarios. Asimismo, el Servicio de Portavoces, que está dirigido por un Jefe del Servicio, es el único responsable de la planificación y ejecución de la política de comunicación directa con los medios del presidente de la Comisión, a cuya Oficina está adscrito.

### El Servicio Jurídico
El Servicio Jurídico es el servicio interno adscrito a la Oficina del presidente de la Comisión que tiene encomendadas las siguientes funciones:
- el más alto asesoramiento jurídico a la Comisión Europea y a todos sus servicios
- la defensa y representación en juicio de la Comisión, el Colegio y cada uno de sus miembros, así como de toda la Administración comunitaria, tanto ante la jurisdicción comunitaria y la internacional como ante las nacionales de los Estados miembros o de terceros países.

La primera de estas dos funciones tiene una doble vertiente consultiva (para garantizar y mejorar la calidad jurídica de los actos adoptados por la Comisión) como preventiva (para evitar así ulteriores contenciosos judiciales), y se ejerce de manera preferente en el interior de la propia Comisión. La segunda equivale a la que desempeñan en muchos países los Abogados del Estado, y se ejerce en la mayoría de los casos ante el Tribunal de Justicia de la Unión Europea, o ante su Tribunal General.

## Listado de presidentes
Leyenda:      Centro izquierda (actual PSE) -      Centro derecha (actual PPE)-      liberal (actual ALDE) -      centro (actual PDE)
| N.º  | Fotografía                     | Fotografía  | Nombre                               | Inicio                   | Final                    | Estado       | Partidoideología                                                                         |
| ---- | ------------------------------ | ----------- | ------------------------------------ | ------------------------ | ------------------------ | ------------ | ---------------------------------------------------------------------------------------- |
| 1.º  |                                |             | Walter Hallstein (1901 - 1982)       | 1 de enero de 1958       | 30 de junio de 1967      | Alemania     | PPE (Nacional: CDU) demócrata cristiano                                                  |
| 1.º  | Comisión Hallstein             |             | Walter Hallstein (1901 - 1982)       |                          |                          | Alemania     | PPE (Nacional: CDU) demócrata cristiano                                                  |
| 2.º  |                                |             | Jean Rey (1902 - 1983)               | 2 de julio de 1967       | 2 de julio de 1970       | Bélgica      | ELDR (Nacional: VLD) liberal                                                             |
| 2.º  | Comisión Rey                   |             | Jean Rey (1902 - 1983)               |                          |                          | Bélgica      | ELDR (Nacional: VLD) liberal                                                             |
| 3.º  |                                |             | Franco Maria Malfatti (1927 - 1991)  | 2 de julio de 1970       | 1 de marzo de 1972       | Italia       | PPE (Nacional: DC) (demócrata cristiano)                                                 |
| 3.º  | Comisión Malfatti              |             | Franco Maria Malfatti (1927 - 1991)  |                          |                          | Italia       | PPE (Nacional: DC) (demócrata cristiano)                                                 |
| 4.º  |                                |             | Sicco Mansholt (1908 - 1995)         | 22 de marzo de 1972      | 5 de enero de 1973       | Países Bajos | PSE (Nacional: PvdA) (laborista)                                                         |
| 4.º  | Comisión Mansholt              |             | Sicco Mansholt (1908 - 1995)         |                          |                          | Países Bajos | PSE (Nacional: PvdA) (laborista)                                                         |
| 5.º  |                                |             | François-Xavier Ortoli (1925 - 2007) | 6 de enero de 1973       | 5 de enero de 1977       | Francia      | PPE (Nacional: RPR) (gaullista)                                                          |
| 5.º  | Comisión Ortoli                |             | François-Xavier Ortoli (1925 - 2007) |                          |                          | Francia      | PPE (Nacional: RPR) (gaullista)                                                          |
| 6.º  |                                |             | Roy Jenkins (1920 - 2003)            | 6 de enero de 1977       | 19 de enero de 1981      | Reino Unido  | PSE (Nacional: Labour) (laborista)                                                       |
| 6.º  | Comisión Jenkins               |             | Roy Jenkins (1920 - 2003)            |                          |                          | Reino Unido  | PSE (Nacional: Labour) (laborista)                                                       |
| 7.º  |                                |             | Gaston Thorn (1928 - 2007)           | 20 de enero de 1981      | 6 de enero de 1985       | Luxemburgo   | ELDR (Nacional: PD) (liberal)                                                            |
| 7.º  | Comisión Thorn                 |             | Gaston Thorn (1928 - 2007)           |                          |                          | Luxemburgo   | ELDR (Nacional: PD) (liberal)                                                            |
| 8.º  |                                |             | Jacques Delors (n. 1925 - 2023)      | 7 de enero de 1985       | 24 de enero de 1995      | Francia      | PSE (Nacional: PS) (socialdemócrata)                                                     |
| 8.º  | Comisión Delors                |             | Jacques Delors (n. 1925 - 2023)      |                          |                          | Francia      | PSE (Nacional: PS) (socialdemócrata)                                                     |
| 9.º  |                                |             | Jacques Santer (n. 1937)             | 25 de enero de 1995      | 15 de marzo de 1999      | Luxemburgo   | PPE (Nacional: CSV) (socialcristiano)                                                    |
| 9.º  | Comisión Santer                |             | Jacques Santer (n. 1937)             |                          |                          | Luxemburgo   | PPE (Nacional: CSV) (socialcristiano)                                                    |
| -    |                                |             | Manuel Marín (1949 - 2017)           | 15 de marzo de 1999      | 17 de septiembre de 1999 | España       | PSE (Nacional: PSOE) (socialdemócrata)                                                   |
| -    | Comisión Marín (interina)      |             | Manuel Marín (1949 - 2017)           |                          |                          | España       | PSE (Nacional: PSOE) (socialdemócrata)                                                   |
| 10.º |                                |             | Romano Prodi (n. 1939)               | 17 de septiembre de 1999 | 22 de noviembre de 2004  | Italia       | Liberales Demócratas y Reformistas Europeos (Nacional: Los Demócratas) (socialcristiano) |
| 10.º | Comisión Prodi                 |             | Romano Prodi (n. 1939)               |                          |                          | Italia       | Liberales Demócratas y Reformistas Europeos (Nacional: Los Demócratas) (socialcristiano) |
| 11.º |                                |             | José Manuel Durão Barroso (n. 1956)  | 22 de noviembre de 2004  | 31 de octubre de 2014    | Portugal     | PPE (Nacional: PSD) (socialconservador)                                                  |
| 11.º | Comisión Barroso               |             | José Manuel Durão Barroso (n. 1956)  |                          |                          | Portugal     | PPE (Nacional: PSD) (socialconservador)                                                  |
| 12.º |                                |             | Jean-Claude Juncker (n. 1954)        | 1 de noviembre de 2014   | 30 de noviembre de 2019  | Luxemburgo   | PPE (Nacional: CSV) (demócrata cristiano)                                                |
| 12.º | Comisión Juncker               |             | Jean-Claude Juncker (n. 1954)        |                          |                          | Luxemburgo   | PPE (Nacional: CSV) (demócrata cristiano)                                                |
| 13.ª |                                |             | Ursula von der Leyen (n. 1958)       | 1 de diciembre de 2019   | 18 de julio de 2024      | Alemania     | PPE (Nacional: CDU) (demócrata cristiano)                                                |
| 13.ª | Comisión von der Leyen         |             | Ursula von der Leyen (n. 1958)       |                          |                          | Alemania     | PPE (Nacional: CDU) (demócrata cristiano)                                                |
| 13.ª | 18 de julio de 2024            | En el cargo | Ursula von der Leyen (n. 1958)       |                          |                          | Alemania     | PPE (Nacional: CDU) (demócrata cristiano)                                                |
| 13.ª | Segunda Comisión von der Leyen |             | Ursula von der Leyen (n. 1958)       |                          |                          | Alemania     | PPE (Nacional: CDU) (demócrata cristiano)                                                |

Nota: *Los expresidentes están clasificados por partido político europeo. En algunos casos el partido político no existía, pero como el político era miembro de algún partido que hoy es miembro, se le ha asignado como miembro del actual partido político europeo. En caso de no tener datos claros, se ha puesto solo su corriente ideológica.